# Allard Safari
Der Allard Safari ist ein dreitüriger, fünfsitziger Sportkombi, den die britische Firma Allard nur 1952 als Ableitung vom Modell P2 baute.

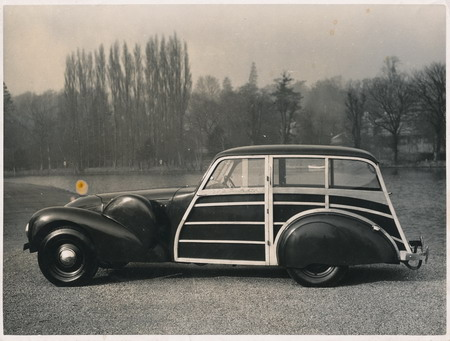
Allard Safari

Der Safari hatte den gleichen Antriebsstrang wie die Limousine P2. Der seitengesteuerte V8-Motor stammte aus dem Ford Pilot, ebenso wie das Dreiganggetriebe. Der Motor hatte einen Hubraum von 3622 cm³ (Bohrung × Hub =  77,79 mm × 96,25 mm), war 6,1:1 verdichtet und leistete 85 bhp (62,5 kW) bei 3500/min. Auf Wunsch konnten stattdessen auch andere V8-Triebwerke – meistens von US-Automodellen – eingebaut werden.
Die Vorderräder waren einzeln aufgehängt und hatten Schraubenfedern. Die angetriebenen Hinterräder hingen an einer De-Dion-Achse. Der Radstand betrug, wie bei der Limousine, 2845 mm, die Spur vorne/hinten 1486 mm. Der Kombi war mit 5029 mm um 152 mm länger als die Limousine. Der Rahmen bestand aus Stahlrohren, die Karosserie aus Aluminium. Am hinteren Teil des Kombis war die Holzrahmenstruktur der Karosserie sichtbar, wie das bei vielen zeitgenössischen Kombis in den USA Mode war. Es handelte sich also um einen Woodie.
Insgesamt entstanden zehn Exemplare.